# アク (ガンビア)
アク（Aku、アクス、Akus）とは西アフリカにあるガンビア共和国のクレオール人である。
ガンビアの首都バンジュールに12,202人ほど住んでいて、コミュニティを結成している。イギリス植民地時代の英語と、現地のアフリカの語源が混ざり合ったクレオール語の英語を話し、ガンビアはイスラム教徒が多い国だが、彼らはキリスト教徒である。ガンビアの商業や行政事務で活動し、重要な存在となっている。
イギリスの解放奴隷の子孫であり、イギリスの植民地時代から、ガンビアの政治や経済に影響を持つ役割を果たしていた。最初はヨーロッパの宣教師により、キリスト教になった者と、後にイギリス海軍によって助けられた奴隷とアフリカの部族との混血からなる。彼らはヨーロッパの貿易業者と結婚したアフリカ人の妻の子孫と、シエラレオネの解放奴隷（クリオ）で、更に彼らと住み、同化していった現地のアフリカ人などからなり、ヨーロッパとアフリカが混ざり合った特殊なクレオール文化を築いた。
1787年にイギリスからの解放奴隷がシエラレオネのフリータウンに入植し、以後、大量の解放奴隷がフリータウンにやって来て、調節と雇用が問題になっていた時、1832年イギリスが最初に築いたマッカーシー島とバザースト及び島が静かで適していたので1832年から1838年まで、何人かの解放奴隷がガンビアに住み着いた。